# Lestnica (województwo zachodniopomorskie)
Lestnica (niem. Kühnswalde) – kolonia w Polsce położona w województwie zachodniopomorskim, w powiecie choszczeńskim, w gminie Recz. W latach 1975–1998 miejscowość administracyjnie należała do województwa gorzowskiego. W roku 2007 kolonia liczyła 4 mieszkańców. Kolonia wchodzi w skład sołectwa Lubieniów.

## Geografia
Kolonia leży ok. 2,5 km na południe od Lubieniowa